# Fase final da Copa Libertadores da América de 2011
A fase final da Copa Libertadores da América de 2011 compreendeu as disputas de oitavas de final, quartas de final, semifinais e final. As equipes se enfrentaram em jogos eliminatórios de ida e volta em cada fase, e a que somasse mais pontos se classificava a fase seguinte.

## Critérios de desempate
Se em um cruzamento as determinadas equipes igualassem em pontos, o primeiro critério de desempate seria o saldo de gols. Caso empatassem no saldo, o gol marcado na casa do adversário entraria em consideração. Persistindo o empate, a vaga seria decidida na disputa por pênaltis.

## Classificação geral
Para determinar todos os cruzamentos da fase final, foi levado em conta o desempenho das equipes na segunda fase. As equipes que finalizaram em primeiro lugar nos grupos dividiram-se de 1º a 8º e as equipes que se classificaram em segundo lugar nos grupos, de 9º a 16º. A melhor equipe enfrentou a 16ª, a 2ª contra a 15ª, e assim sucessivamente.
| Pos. | Primeiros dos grupos   | Pts | SG  | GP |
| ---- | ---------------------- | --- | --- | -- |
| 1    | Cruzeiro               | 16  | +19 | 20 |
| 2    | Libertad               | 14  | +8  | 13 |
| 3    | Internacional          | 13  | +11 | 14 |
| 4    | Junior de Barranquilla | 13  | +2  | 9  |
| 5    | Cerro Porteño          | 11  | +5  | 13 |
| 6    | Universidad Católica   | 11  | +2  | 11 |
| 7    | LDU Quito              | 10  | +8  | 12 |
| 8    | América                | 10  | +1  | 8  |

| Pos. | Segundos dos grupos | Pts | GP | SG |
| ---- | ------------------- | --- | -- | -- |
| 9    | Santos              | 11  | +3 | 11 |
| 10   | Vélez Sarsfield     | 10  | +5 | 12 |
| 11   | Grêmio              | 10  | +3 | 9  |
| 12   | Estudiantes         | 10  | -2 | 9  |
| 13   | Jaguares            | 9   | -2 | 6  |
| 14   | Peñarol             | 9   | -5 | 6  |
| 15   | Fluminense          | 8   | 0  | 9  |
| 16   | Once Caldas         | 7   | -1 | 7  |

## Oitavas de final
| Chave | Equipe 1               | Total       | Equipe 2        | Ida | Volta |
| ----- | ---------------------- | ----------- | --------------- | --- | ----- |
| A     | Cruzeiro               | 2–3         | Once Caldas     | 2–1 | 0–2   |
| B     | Libertad               | 4–3         | Fluminense      | 1–3 | 3–0   |
| C     | Internacional          | 2–3         | Peñarol         | 1–1 | 1–2   |
| D     | Junior de Barranquilla | 4–4 (gf)    | Jaguares        | 1–1 | 3–3   |
| E     | Cerro Porteño          | 0–0 (5–3 p) | Estudiantes     | 0–0 | 0–0   |
| F     | Universidad Católica   | 3–1         | Grêmio          | 2–1 | 1–0   |
| G     | LDU Quito              | 0–5         | Vélez Sarsfield | 0–3 | 0–2   |
| H     | América                | 0–1         | Santos          | 0–1 | 0–0   |

### Chave A
| 27 de abril   | Once Caldas | 1 – 2     | Cruzeiro                    | Estádio Palogrande, Manizales |
| 19:50 (UTC-5) | Núñez 88'   | Relatório | Wallyson 72' · Ortigoza 83' | Árbitro: PER Víctor Carrillo  |

| 4 de maio     | Cruzeiro | 0 – 2     | Once Caldas            | Arena do Jacaré, Sete Lagoas |
| 21:50 (UTC-3) |          | Relatório | Amaya 66' · Moreno 71' | Árbitro: PAR Antonio Arias   |

### Chave B
| 28 de abril   | Fluminense                                  | 3 – 1     | Libertad    | Estádio Engenhão, Rio de Janeiro |
| 22:55 (UTC-3) | Rafael Moura 3' · Marquinho 71' · Conca 74' | Relatório | Gamarra 59' | Árbitro: ARG Sergio Pezzotta     |

| 4 de maio     | Libertad                            | 3 – 0     | Fluminense | Estádio Defensores del Chaco, Assunção |
| 20:50 (UTC-4) | Rojas 57' · Samudio 85' · Núñez 90' | Relatório |            | Árbitro: URU Roberto Silvera           |

### Chave C
| 28 de abril   | Peñarol    | 1 – 1     | Internacional      | Estádio Centenario, Montevidéu |
| 19:30 (UTC-3) | Corujo 36' | Relatório | Leandro Damião 64' | Árbitro: PAR Carlos Torres     |

| 4 de maio     | Internacional | 1 – 2     | Peñarol                       | Estádio Beira-Rio, Porto Alegre |
| 19:30 (UTC-3) | Oscar 1'      | Relatório | Martinuccio 46' · Olivera 50' | Árbitro: CHI Enrique Osses      |

### Chave D
| 27 de abril   | Jaguares     | 1 – 1     | Junior de Barranquilla | Estádio Víctor Manuel Reyna, Tuxtla Gutiérrez |
| 17:30 (UTC-5) | Martínez 57' | Relatório | Páez 6'                | Árbitro: ECU Omar Ponce                       |

| 5 de maio     | Junior de Barranquilla              | 3 – 3     | Jaguares                        | Estádio Metropolitano, Barranquilla |
| 20:45 (UTC-5) | Valencia 35' · Páez 50' · Bacca 72' | Relatório | Martínez 39', 63' · Andrade 86' | Árbitro: BRA Héber Lopes            |

### Chave E
| 27 de abril   | Estudiantes | 0 – 0     | Cerro Porteño | Estádio Ciudad de La Plata, La Plata |
| 19:30 (UTC-3) |             | Relatório |               | Árbitro: BRA Sálvio Fagundes         |

| 5 de maio     | Cerro Porteño | 0 – 0     | Estudiantes | Estádio General Pablo Rojas, Assunção |
| 19:15 (UTC-4) |               | Relatório |             | Árbitro: COL Óscar Ruiz               |

|                                            |     | Penalidades                     |  |
| dos Santos Fabbro Nanni Cáceres Villarreal | 5–3 | Benítez López Pereyra Roncaglia |  |

### Chave F
| 26 de abril   | Grêmio      | 1 – 2     | Universidad Católica | Estádio Olímpico, Porto Alegre |
| 19:30 (UTC-3) | Douglas 58' | Relatório | Pratto 28', 73'      | Árbitro: ARG Néstor Pittana    |

| 4 de maio     | Universidad Católica | 1 – 0     | Grêmio | Estádio San Carlos de Apoquindo, Santiago |
| 21:50 (UTC-3) | Mirosevic 85'        | Relatório |        | Árbitro: PAR Carlos Amarilla              |

### Chave G
| 26 de abril   | Vélez Sarsfield                   | 3 – 0     | LDU Quito | Estádio José Amalfitani, Buenos Aires |
| 21:50 (UTC-3) | Fernández 7', 10' · Domínguez 54' | Relatório |           | Árbitro: PAR Carlos Amarilla          |

| 5 de maio     | LDU Quito | 0 – 2     | Vélez Sarsfield            | Estádio Casa Blanca, Quito |
| 20:45 (UTC-5) |           | Relatório | Álvarez 45+10' · Bella 80' | Árbitro: COL Wilmar Roldán |

### Chave H
| 27 de abril   | Santos    | 1 – 0     | América | Estádio Vila Belmiro, Santos |
| 21:50 (UTC-3) | Ganso 38' | Relatório |         | Árbitro: URU Jorge Larrionda |

| 3 de maio     | América | 0 – 0     | Santos | Estádio Corregidora, Querétaro |
| 20:45 (UTC-5) |         | Relatório |        | Árbitro: ECU Carlos Vera       |

## Quartas de final
| Chave | Equipe 1    | Total | Equipe 2             | Ida | Volta |
| ----- | ----------- | ----- | -------------------- | --- | ----- |
| S1    | Once Caldas | 1–2   | Santos               | 0–1 | 1–1   |
| S2    | Libertad    | 2–7   | Vélez Sarsfield      | 0–3 | 2–4   |
| S3    | Peñarol     | 3–2   | Universidad Católica | 2–0 | 1–2   |
| S4    | Jaguares    | 1–2   | Cerro Porteño        | 1–1 | 0–1   |

### Chave S1
| 11 de maio    | Once Caldas | 0 – 1     | Santos           | Estádio Palogrande, Manizales |
| 19:50 (UTC-5) |             | Relatório | Alan Patrick 42' | Árbitro: VEN Juan Soto        |

| 18 de maio    | Santos     | 1 – 1     | Once Caldas  | Estádio do Pacaembu, São Paulo |
| 22:00 (UTC-3) | Neymar 11' | Relatório | Rentería 74' | Árbitro: CHI Enrique Osses     |

### Chave S2
| 12 de maio    | Vélez Sarsfield                 | 3 – 0     | Libertad | Estádio La Bombonera, Buenos Aires |
| 20:15 (UTC-3) | Moralez 20' · Martínez 75', 80' | Relatório |          | Árbitro: BRA Wilson Seneme         |

| 18 de maio    | Libertad               | 2 – 4     | Vélez Sarsfield                               | Estádio Defensores del Chaco, Assunção |
| 18:30 (UTC-4) | Rojas 44' · Maciel 50' | Relatório | Moralez 45', 66' · Franco 86' · Fernández 87' | Árbitro: BRA Sálvio Fagundes           |

### Chave S3
| 11 de maio    | Peñarol                         | 2 – 0     | Universidad Católica | Estádio Centenario, Montevidéu |
| 19:30 (UTC-3) | Olivera 36' · Martinuccio 90+3' | Relatório |                      | Árbitro: ARG Héctor Baldassi   |

| 19 de maio    | Universidad Católica           | 2 – 1     | Peñarol        | Estádio San Carlos de Apoquindo, Santiago |
| 19:00 (UTC-4) | Meneses 17' · R. Gutiérrez 68' | Relatório | Estoyanoff 84' | Árbitro: BRA Héber Lopes                  |

### Chave S4
| 12 de maio    | Jaguares    | 1 – 1     | Cerro Porteño | Estádio Víctor Manuel Reyna, Tuxtla Gutiérrez |
| 20:45 (UTC-5) | Pedroza 90' | Relatório | Fabbro 72'    | Árbitro: ARG Sergio Pezzotta                  |

| 19 de maio    | Cerro Porteño | 1 – 0     | Jaguares | Estádio General Pablo Rojas, Assunção |
| 21:30 (UTC-4) | Benítez 72'   | Relatório |          | Árbitro: URU Darío Ubriaco            |

## Semifinais
Se dois times do mesmo país alcançarem às semifinais, os confrontos serão alterados de forma a esses dois times se enfrentarem nessa fase, modificando os cruzamentos pré-determinados.
| Chave | Equipe 1        | Total    | Equipe 2      | Ida | Volta |
| ----- | --------------- | -------- | ------------- | --- | ----- |
| F1    | Santos          | 4–3      | Cerro Porteño | 1–0 | 3–3   |
| F2    | Vélez Sarsfield | 2–2 (gf) | Peñarol       | 0–1 | 2–1   |

### Chave F1
| 25 de maio    | Santos          | 1 – 0     | Cerro Porteño | Estádio do Pacaembu, São Paulo |
| 21:50 (UTC−3) | Edu Dracena 43' | Relatório |               | Árbitro: URU Jorge Larrionda   |

| 1 de junho    | Cerro Porteño                            | 3 – 3     | Santos                                            | Estádio General Pablo Rojas, Assunção |
| 20:50 (UTC-4) | C. Benítez 31' · Lucero 60' · Fabbro 81' | Relatório | Zé Eduardo 2' · Barreto 28' (g.c.) · Neymar 45+1' | Árbitro: COL Wilmar Roldán            |

### Chave F2
| 26 de maio    | Peñarol          | 1 – 0     | Vélez Sarsfield | Estádio Centenario, Montevidéu |
| 21:50 (UTC−3) | D. Rodríguez 44' | Relatório |                 | Árbitro: PAR Carlos Amarilla   |

| 2 de junho    | Vélez Sarsfield         | 2 – 1     | Peñarol  | Estádio José Amalfitani, Buenos Aires |
| 21:50 (UTC−3) | Tobio 45+1' · Silva 66' | Relatório | Mier 33' | Árbitro: CHI Enrique Osses            |

## Final
O campeão da Copa Libertadores 2011 garantiu o direito de participar da Copa do Mundo de Clubes da FIFA de 2011 no Japão, a exceção para os clubes mexicanos que se classificam através da Liga dos Campeões da CONCACAF.
Além do Mundial de Clubes, o campeão adquiriu o direito de participar da Recopa Sul-Americana de 2012, contra o campeão da Copa Sul-Americana de 2011.
| Equipe 1 | Total | Equipe 2 | Ida | Volta |
| -------- | ----- | -------- | --- | ----- |
| Santos   | 2–1   | Peñarol  | 0–0 | 2–1   |

| 15 de junho   | Peñarol | 0 – 0     | Santos | Estádio Centenario, Montevidéu |
| 21:50 (UTC−3) |         | Relatório |        | Árbitro: PAR Carlos Amarilla   |

| 22 de junho   | Santos                  | 2 – 1     | Peñarol           | Estádio do Pacaembu, São Paulo               |
| 21:50 (UTC-3) | Neymar 46' · Danilo 68' | Relatório | Durval 79' (g.c.) | Público: 37 894 Árbitro: ARG Sergio Pezzotta |